# Final Resolution (2020)
Pour les articles homonymes, voir Final Resolution.
Final Resolution est un événement de catch professionnel produit par la fédération Impact Wrestling, c'est le onzième événement de la chronologie des Final Resolution. Il s'est déroulé le 12 décembre 2020 à Nashville dans le Tennessee au sein du Skyway Studios. Il fut diffusé exclusivement sur Impact Plus.
Neuf matches furent disputés lors de cet événement. Lors du main event, Rich Swann à défendu avec succès son titre de champion du monde d'Impact face à Chris Bey. Lors des deux autres matches de championnat, Manik remporta le championnat de la X-Division en battant Rohit Raju tandis que Deonna Purrazzo conserva son titre en battant Rosemary.

## Production

### Histoire
En 2013, Impact Wrestling (anciennement Total Nonstop Action Wrestling) en plus des pay-per-view, la fédération commença à lancer des événements spéciaux mensuels : One Night Only. Final Resolution était produit comme un PPV de 2005 à 2012. En 2013, le dernier événement Final Resolution fut présenté avant qu'Impact ne ressuscite cet événement en tant qu'événement mensuel spécial sur Impact Plus,. 

### Contexte
Cet événement produit des matches de catch professionnels scriptés impliquant une histoire au résultat prédéfini entre un catcheur face (gentil) et heel (méchant).

#### Swann contre Bey
Le 1er décembre à Impact, Willie Mack bat Chris Bey lors d'un match simple. Après le match, il se fait attaquer par Moose qui fuira à la suite de l'arrivée du champion du monde d'Impact Rich Swann qui sera à son tour attaqué, cette fois par Chris Bey qui célébra ensuite en brandissant le titre de Swann. Après cet incident, il fut annoncé que Swann et Bey s'affronteront pour le titre lors de Final Resolution.

#### Anderson contre Page
Le 14 novembre à Turning Point, The Good Brothers (Doc Gallows et Karl Anderson) battent The North (Ethan Page et Josh Alexander) pour remporter les championnats du monde par équipe d'Impact. Le 24 novembre à Impact, Page révéla avoir attaqué Gallows ce qui l'éloignera des rings entre 4 et 5 semaines. Plus tard ce soir là, Anderson annonça un "adversaire phénoménal" pour Page, laissant entendre qu'il s'agissait de la superstar de la WWE AJ Styles mais il s'avéra qu'il s'agissait de Swoggle qui remporta le match à la suite d'une distraction de la part d'Anderson. Page lança plus tard un défi à Anderson pour Final Resolution, si Page remportait le match, The North obtiendrait une opportunité pour les titres par équipe.

#### Defeat Rohit Challenge
Le 10 novembre à Impact!, le champion de la X Division Rohit Raju bat TJP pour conserver son titre avec pour stipulation que si TJP échoua, il ne pourrait plus défier Raju pour le titre. Le 24 novembre à Impact!, Raju lança un Defeat Rohit Challenge auquel répondit Suicide, cependant Raju refusa de mettre son titre en jeu pensant que TJP était sous le masque de Suicide, ce qui ne fut pas le cas, Raju démasquant Suicide au cours du match, il fut ensuite battu après que le vrai TJP soit apparu sur la rampe d'entrée ce qui causa une distraction permettant à Suicide (Crazzy Steve) de l'emporter. La semaine suivante, Raju conserva son titre en battant Steve.

## Résultats
| No.                                  | Résultats                                                               | Stipulations                                                                                                  | Durées |
| ------------------------------------ | ----------------------------------------------------------------------- | --- | ------ |
| 1                                    | Tommy Dreamer bat Larry D                                               | Old School Rules match Si Dreamer gagne, Larry D va en prison pour la tentative de meurtre sur John E. Bravo. | 11:42  |
| 2                                    | Havok & Nevaeh battent The Sea Stars (Ashley Vox & Delmi Exo)           | Tag Team match                                                                                                | 08:16  |
| 3                                    | Tenille Dashwood & Kaleb with a K battent Alisha & Eddie Edwards        | Intergender tag team match                                                                                    | 08:52  |
| 4                                    | Hernandez bat Fallah Bahh                                               | Match simple Kiera Hogan était l'arbitre spéciale et Tasha Steelz l'annonceuse du ring.                       | 06:21  |
| 5                                    | Eric Young (avec Joe Doering) bat Rhino                                 | Match simple                                                                                                  | 10:36  |
| 6                                    | Manik bat Rohit Raju (c)                                                | Match simple pour le championnat de la X-Division d'Impact                                                    | 11:21  |
| 7                                    | Deonna Purrazzo (c) (avec Kimber Lee) bat Rosemary (avec Taya Valkyrie) | Match simple pour le championnat des Knockouts d'Impact                                                       | 13:14  |
| 8                                    | Karl Anderson bat Ethan Page (avec Josh Alexander)                      | Match simple Si Page gagne, The North obtient une opportunité pour les titres par équipe.                     | 13:17  |
| 9                                    | Rich Swann (c) bat Chris Bey                                            | Match simple pour le championnat du monde d'Impact                                                            | 19:59  |
| - (c) – Fait référence aux champions |                                                                         | |        |